# 居家兵團
《居家兵團》（英語：Home Troopers），香港電視廣播有限公司拍攝製作的時裝家庭劇，由汪明荃、夏雨、鄭嘉穎及廖碧兒領銜主演，並由苟芸慧、曹永廉、王浩信、黃智雯、湯盈盈、周志康、周志文及姚嘉妮聯合演出，監製林志華。
此劇為2011無綫節目巡禮（場刊版）劇集之一。同時亦為無線2010年終劇。

## 演員表

### 諸葛家
| 演員   | 角色   | 關係 | 暱稱            |
| 夏 雨  | 諸葛河 | 退休公務員，電技工 黎嘉嘉之夫 諸葛靖、諸葛蓉、諸葛喬、諸葛峰之父 童金寶之家翁 華晶叻之暗戀對象 於第19集遭祈永發打傷頭部而昏迷 於第20集甦醒 青年由羅天池飾演 | 河哥            |
| 汪明荃 | 黎嘉嘉 | 千金小姐→家庭主婦 黎懿年之女 諸葛河之妻 諸葛靖、诸葛蓉、諸葛喬、諸葛峰之母 童金寶之家婆 華晶叻之師父 諸葛蓉之母，與其不合，最後和好 誤將胃炎當胃癌 被宋子淇利用報复諸葛蓉 於第11集為阻止宋子淇自殺而導致堕樓手部脫臼 於第13集掌摑諸葛蓉 於第19集與諸葛蓉和好 青年由沈可欣飾演                                                                                | 嘉嘉姐          |
| 鄭嘉穎 | 諸葛靖 | 「喆永實業」人事部經理→「大總管家居服務公司」老板之一→「打雜王家居服務公司」老闆 童金寶之夫 諸葛河、黎嘉嘉之長子 諸葛蓉、諸葛喬、諸葛峰之兄 祈永發之好友兼中學舊同學兼合作夥伴，被其陷害，后反目為天敵兼情敵，最後和好 於第14集与祈永發反目為天敵兼情敵 於第16集成立「打雜王家居服務公司」 於第20集被祈永發推下楼，险遭杀害，后与祈永發和好 少年由丘梓宏飾演 | Joseph 大佬靖   |
| 廖碧兒 | 童金寶 | 諸葛靖之妻 諸葛河、黎嘉嘉之媳婦 諸葛蓉、諸葛喬、諸葛峰之大嫂 於第18集与諸葛靖分手 於第20集与諸葛靖結為夫妻 參見童家 | Bowie 阿金      |
| 黃智雯 | 諸葛蓉 | 「趙美嫦紀念中學」中文教師 諸葛河、黎嘉嘉之二女 諸葛靖之妹 諸葛喬、諸葛峰之細家姐 童金寶之姑仔 張樂天之女友 唐守禮之初戀情人兼中學舊同學兼婚外情對象 宋子淇之情敵，被其陷害 黎嘉嘉之女，與其不合，最後和好 於第13集被黎嘉嘉掌摑 於第17集被梁文娣掌摑 於第18集被宋子淇陷害導致被除去主任之職位 於第19集跟唐守禮分手 於第19集与黎嘉嘉和好 少女由陳婷欣飾演     | Karen 妹豬      |
| 周志文 | 諸葛喬 | 大學生物系二年生 諸葛河、黎嘉嘉之三子 諸葛靖、諸葛蓉之弟 諸葛峰孿生之兄，一度反目，後和好 童金寶之大舅 Kimi之同學兼好友，後為其男友 於第15集与诸葛峰反目，後和好 其名來自喬峰 | Benny 大孖 矇豬 |
| 周志康 | 諸葛峰 | 中七重讀生 流動雪糕小販 諸葛河、黎嘉嘉之幼子 諸葛靖、諸葛蓉之弟 諸葛喬孿生之弟，一度反目，後和好 童金寶之細舅 季羡悠之好友，後為其男友 于第15集与诸葛喬反目，後和好 其名來自喬峰 | Danny 細孖 奀豬 |

### 大總管家居服務公司
| 演員   | 角色   | 關係 | 暱稱                     |
| 曹永廉 | 祈永發 | 「大總管家居服務公司」老闆之一 童金寶、眉之前男友 諸葛靖之好友兼中學舊同學兼合作夥伴，并陷害其，後反目為天敵兼情敵，最後和好 於第2集拿取「大總管家居服務」公司資金投資後，在泰國車禍昏迷（於第13集現身） 於第14集与诸葛靖反目 於第15集欲告黎嘉嘉誹謗 於第19集利用童智偷取「打雜王居家服務公司」之標書 於第19集打傷諸葛河 於第20集跳樓自殺未遂 於第20集企图推諸葛靖、童金寶下樓 於第20集与诸葛靖和好 | Fred 阿Fat（童金寶專用） |
| 鄭嘉穎 | 諸葛靖 | 「大總管家居服務公司」老闆之一 於第15集退股 參見諸葛家 | Joseph 大佬靖            |
| 汪明荃 | 黎嘉嘉 | 「大總管家居服務公司」家務助理兼陪月員 參見諸葛家 | 嘉嘉姐                   |
| 湯盈盈 | 華晶叻 | 泰國華僑 阿廣之前妻 吳志光、吳美美之母 「大總管家居服務公司」家務助理 於第9集順利通過課程任職陪月員 黎嘉嘉之徒 暗戀諸葛河 於第4集因服務不佳遭開除 於第5集任職家務助理兼諸葛家鐘點傭人 | Janet 精叻               |
| 廖碧兒 | 童金寶 | 「大總管家居服務公司」祕書 於第4集轉做家務助理 參見童家 | Bowie 阿金               |
| 黃智雯 | 諸葛蓉 | 「大總管家居服務公司」兼職家務助理 參見諸葛家 | Karen 妹豬               |
| 周志文 | 諸葛喬 | 「大總管家居服務公司」兼職家務助理 參見諸葛家 | Benny 大孖 矇豬          |
| 周志康 | 諸葛峰 | 「大總管家居服務公司」兼職家務助理 參見諸葛家 | Danny 細孖 奀豬          |
| 黎彼得 | 童 智  | 「大總管家居服務公司」開鎖匠 參見童家 | 智叔                     |
| 朱婉儀 | 君 姐  | 「大總管家居服務公司」家務助理 |                          |
| 林影紅 | 秀 姐  | 「大總管家居服務公司」家務助理 |                          |
| 曾慧雲 | 玉 姐  | 「大總管家居服務公司」家務助理 |                          |
| 陳念君 | 霞 姐  | 「大總管家居服務公司」家務助理 |                          |
| 蘇麗明 | 仙 姐  | 「大總管家居服務公司」家務助理 |                          |
| 陳安瑩 | 欣 姐  | 「大總管家居服務公司」家務助理 於第18集跳槽至「打雜王家居服務公司」任職家務助理 |                          |
| 蘇恩磁 | 蓮 姐  | 「大總管家居服務公司」家務助理 於第18集跳槽至「打雜王家居服務公司」任職家務助理 |                          |
| 黃梓瑋 | 珊 姐  | 「大總管家居服務公司」家務助理 因販售私煙遭黎嘉嘉開除，后获祈永發重新雇请 |                          |

### 打雜王家居服務公司
| 演員   | 角色   | 關係                                                                                            | 暱稱            |
| 郑嘉颖 | 诸葛靖 | 「打杂王家居服务公司」老板 参见诸葛家                                                           | Joseph 大佬靖   |
| 汪明荃 | 黎嘉嘉 | 「打杂王家居服务公司」家務助理兼陪月員 參見諸葛家                                               | 嘉嘉姐          |
| 汤盈盈 | 华晶叻 | 「打杂王家居服务公司」家务助理 参见大总管家居服务公司                                           | Janet 精叻      |
| 廖碧儿 | 童金宝 | 「打杂王家居服务公司」家务助理 参见童家                                                         | Bowie 阿金      |
| 黃智雯 | 諸葛蓉 | 「打杂王家居服務公司」兼職家務助理 參見諸葛家                                                   | Karen 妹豬      |
| 周志文 | 諸葛喬 | 「打杂王家居服務公司」兼職家務助理 參見諸葛家                                                   | Benny 大孖 矇豬 |
| 周志康 | 諸葛峰 | 「打杂王家居服務公司」兼職家務助理 參見諸葛家                                                   | Danny 細孖 奀豬 |
| 陳安瑩 | 欣 姐  | 「大總管家居服務公司」家務助理（於第18集辭職） 於第18集跳槽至「打雜王家居服務公司」任職家務助理 |                 |
| 蘇恩磁 | 蓮 姐  | 「大總管家居服務公司」家務助理（於第18集辭職） 於第18集跳槽至「打雜王家居服務公司」任職家務助理 |                 |

### 唐家
| 演員   | 角色   | 關係 | 暱稱             |
| 夏 萍  | 梁文娣 | 唐守禮之嬤嬤 被宋子淇利用對付諸葛蓉 於第17集掌摑諸葛蓉 |                  |
| 王浩信 | 唐守禮 | 「樂德醫院」外科醫生 宋子淇之夫，後離婚 張樂天之情敵兼天敵 諸葛蓉之初戀情人兼中學舊同學兼婚外情對象 梁文娣之孫 於第19集與諸葛蓉分手，跟宋子淇復合 童年由李日昇飾演                                                                                  | Leo Dr.Tong      |
| 姚嘉妮 | 宋子淇 | 唐守禮之妻 諸葛蓉之情敵 梁文娣之孫媳婦 Ronnie之好友 利用梁文娣、黎嘉嘉 陷害諸葛蓉 「大總管居家清潔公司」顧客 上載唐守禮與張樂天打架片段至互聯網，刻入「趙美嫦紀念中學」網頁 於第11集跳樓自殺未遂，直接令黎嘉嘉手部脫臼 於第19集為唐守禮擋鏹水而毀容 | Jessie 子淇 唐太 |

### 童家
| 演員   | 角色   | 關係 | 暱稱       |
| 黎彼得 | 童 智  | 因擅長開鎖爆竊多次進出監獄 童金寶之父，與其不合（於第10集合好） 高仲昇之养祖父 於第19集遭祈永發誘騙而偷取「打雜王家居股務公司」標書                                | 智叔       |
| 廖碧兒 | 童金寶 | 酒樓知客 童智之女，與其不合（於第10集合好） 童年时为其父顶罪而判入女童院 祈永發、胡麒豐之前女友 高仲昇之養母 于第20集被祈永發推下楼致死未遂 參見大總管家居服務公司 | Bowie 阿金 |
| 宋卓熹 | 高仲昇 | 胡麒豐之子 童金寶之養子 童智之养孙 於第18集被其父帶走 | 昇仔       |

### 其他演員
| 演員   | 角色       | 關係 | 暱稱      |
| 苟芸慧 | 季羡悠     | 大學英文科助教 「大總管家居清潔公司」之家居服務顧客 諸葛峰之女友                                         | Michelle  |
| 洪天明 | 張樂天     | 「趙美嫦紀念中學」體育老師 諸葛蓉之同事兼男友 唐守禮之情敵兼天敵                                         | 張Sir     |
| 林秀怡 | Kimi       | 大學生物系二年生 諸葛喬之同學兼好友，後為其女友                                                          |           |
| 魏焌皓 | Mike       | 「喆永實業」新入職者                                                                                     |           |
| 羅天宇 | Calvin     | 「喆永實業」新入職者                                                                                     |           |
| 張景淳 | Philip     | 「喆永實業」離職者 第1集                                                                                 |           |
| 鄭世豪 | James      | 「喆永實業」離職者 第1集                                                                                 |           |
| 楊證樺 | Peter      | 「喆永實業」副經理                                                                                       |           |
|        | 黎懿年     | 黎嘉嘉之父 诸葛靖、诸葛蓉、诸葛乔、诸葛峰之外公 诸葛河之外公                                             |           |
| 李鴻   | Aaron Chen | 「喆永實業」總經理 諸葛靖前上司                                                                          |           |
| 張松枝 | Simon Lee  | 「喆永實業」人事部總監 諸葛靖前上司                                                                      |           |
| 李 楓  | 君         | 黎嘉嘉之姨媽 Teresa之母 魏惠文之外母                                                                     |           |
| 祝文君 | Teresa     | 黎嘉嘉之表妹 君之女 魏惠文之妻                                                                           |           |
| 魏惠文 | -          | 黎嘉嘉之表妹夫 Teresa之夫 君之女婿                                                                       |           |
| 陳志健 | Sam        | 游泳健將 於第1集與諸葛喬、諸葛峰鬥泳技                                                                   |           |
| 李興華 | Wilson     | 「游泳健將之同伴                                                                                         |           |
| 曾 敏  | Christina  | 「游泳健將之同伴                                                                                         |           |
| 陳珈穎 | Amanda     | 「游泳健將之同伴                                                                                         |           |
| 劉秉賓 | Micheal    | 「游泳健將之同伴                                                                                         |           |
| 頌 誼  | Vivian     | 「游泳健將之同伴                                                                                         |           |
| 陳偉洪 | -          | 受諸葛河委托之地產經紀                                                                                   |           |
| 陳建民 | -          | 餐廳經理 於第1集怒罵伙記                                                                                 |           |
| 梁健平 | 酒樓經理   | 童金寶前上司 常常非禮童金寶                                                                              |           |
| 張漢斌 | 陳 生      | 「大總管家居清潔公司」推廣客戶                                                                           |           |
| 范彩兒 | -          | 秘書 |           |
| 菁 瑋  | Josie      | OL |           |
| 賀文傑 | 陳 生      | 「大總管家居清潔公司」之顧客                                                                             |           |
| 王少萍 | 陳 太      | 「大總管家居清潔公司」之顧客                                                                             |           |
| 石天欣 | -          | 大學二年生 諸葛喬、Kimi之同學                                                                            |           |
| 陳浩賢 | -          | 大學二年生 諸葛喬、Kimi之同學                                                                            |           |
| 尹詩沛 | -          | 大學二年生 諸葛喬、Kimi之同學                                                                            |           |
| 王德基 | -          | 搬運工人                                                                                                 |           |
| 趙敏通 | 馮 生      | 「大總管家居清潔公司」之家居服務顧客                                                                     |           |
| 吳幸美 | 馮 太      | 「大總管家居清潔公司」之家居服務顧客                                                                     |           |
| 杜 港  | -          | 「大總管家居清潔公司」之家居服務顧客 西貢白沙灣屋主                                                      |           |
| 陳 琪  | 李 太      | 「大總管家居清潔公司」之家居服務顧客 記者                                                                |           |
| 曾守明 | 廣         | 華晶叻之前夫(常虐待華晶叻) 吳志光、吳美美之父                                                            |           |
| 楊家盛 | 吳志光     | 廣、華晶叻之子 吳美美之兄 於第15集被同學利用販賣毒品                                                     | 光仔      |
|        | 吴美美     | 广、华晶叻之女 吴志光之妹                                                                                | Miki 美美 |
| 子明   | 王大翔     | 「大總管家居清潔公司」之家居服務顧客 輝之父 因自行調亂插座導致家中失火昏迷住院 於第6集甦醒後還諸葛河清白 | 王伯      |
| 林敬剛 | 王輝       | 王大翔之子 藉父親燒傷勒索諸葛河                                                                          |           |
| 趙樂賢 | Xavier     | 警察(處理王大翔家中失火一案)                                                                             |           |
| 何俊軒 | 陸先生     | 「大總管居家清潔公司」之家居服務顧客                                                                     |           |
| 高俊文 | 鍾 生      | 諸葛靖求職之面試者兼服裝公司市場部經理                                                                   |           |
| 單俊偉 | 呂 生      | 「大總管家居清潔公司」之陪月顧客                                                                         |           |
| 陳宛蔚 | 呂 太      | 「大總管家居清潔公司」之陪月顧客                                                                         |           |
| 孫慧雪 | Cindy      | 「樂德醫院」之護士 唐守禮之同事                                                                          |           |
| 謝珊珊 | Apple      | 「樂德醫院」之護士 唐守禮之同事                                                                          |           |
| 葉凱茵 | 王 太      | 「大總管家居清潔公司」之家居服務顧客 因其夫追賊遇害而常懷疑家務助理盜竊（獲諸葛蓉介紹之醫生治療）        |           |
| 關伊彤 | 媚         | 祈永發前女友(遭騙港幣100,000元)                                                                          |           |
| 黃 瑩  | 何 太      | 「大總管家居清潔公司」之家居服務顧客（因廁所未裝有U型管，導致散發異味）                                  |           |
| 許明志 | Timothy    | 餐廳侍應                                                                                                 |           |
| 周家怡 | 葉小姐     | 「大總管家居清潔公司」之家居服務顧客 葉生之女 懷疑童智偷取鑽石錶                                         |           |
| 招石文 | 葉 生      | 葉小姐之父 因炒輸孖展欠錢而偷其女之鑽石錶                                                                |           |
| 劉桂芳 | 芬 姐      | 廟街餐廳老闆                                                                                             |           |
| 潘冠霖 | Ms.Sammi   | 高仲昇之老師                                                                                             |           |
| 王維德 | 程 生      | 「A&K空氣淨化股份有限公司」經理 「大總管家居清潔公司」之供應商                                           |           |
| 鄭家生 | -          | 童智之獄友 逼迫童智再偷竊                                                                                |           |
| 江富強 | -          | 童智之獄友 逼迫童智再偷竊                                                                                |           |
| 倫紫玄 | Winnie     | 季羨悠之網球球友                                                                                         |           |
| 姚浩政 | Simon      | 季羨悠之網球球友                                                                                         |           |
| 陳嘉嘉 | 徐 太      | 億萬富翁之媳婦 徐生之妻 「大總管家居清潔公司」之顧客 於第11集在諸葛河的協助下誕下男嬰                    | 億萬新抱  |
| 鍾鈺精 | 孫 太      | 「大總管家居清潔公司」之陪月顧客                                                                         |           |
| 周家蔚 | -          | 吳志光之老師                                                                                             |           |
| 黃子衡 | -          | 天文指導教師                                                                                             |           |
| 麥子樂 | 豪 仔      | 黎嘉嘉之表弟                                                                                             |           |
| 馬詠恩 | Miss Chan  | 「趙美嫦紀念中學」教師 諸葛蓉、張樂天之同事                                                              |           |
| 謝靜婷 | Miss Wong  | 「趙美嫦紀念中學」教師 諸葛蓉、張樂天之同事                                                              |           |
| 張美妮 | Ronnie     | 記者（採訪「大總管家居清潔」公司、「打雜王家居服務」)公司） 宋子淇之好友                                 |           |
| 易智遠 | 阿 旺      | 玉姐之侄 童金寶相親對象                                                                                  |           |
| 胡麒豐 | -          | 高仲昇之父 童金寶之前男友 於第18集將其子帶走                                                             |           |
| 葉 暐  | -          | CID（偵辦諸葛河遭祈永發襲擊一案）                                                                        |           |
| 柯 嵐  | -          | CID |           |
| 何婷恩 | 陳 太      | 「大總管家居清潔公司」之陪月顧客                                                                         |           |
| 徐玟晴 | 張 太      | 「大總管家居清潔公司」之陪月顧客                                                                         |           |
| 黃俊紳 | -          | 醫生 |           |
| 沈愛琳 | Carmen     | 護士 |           |
| 陳亭嘉 | Jacqueline | 護士 |           |
| 曾愛媚 | Phoebe     | 護士 |           |
| 丁樂鍶 | 菁         | 廣之現任妻子                                                                                             |           |
| 邵卓堯 | -          | 小販管理員                                                                                               |           |
| 李偉健 | 徐 生      | 億萬富翁 徐太之夫                                                                                        |           |
| 李善恆 | -          | 義工主任                                                                                                 |           |
| 顏桂洲 | -          | 諸葛河看店舖之經紀                                                                                       |           |
| 張韋怡 | 張 太      | 徐太之好友 「大總管家居清潔公司」之陪月顧客                                                              |           |
| 麥皓兒 | Anita      | 新聞報道員                                                                                               |           |
| 葉婷芝 | Kelly      | 新聞報道員                                                                                               |           |
| 羅鈞滿 | -          | 經理 |           |

## 記事
- 2010年6月2日：此劇於12:30在將軍澳電視廣播城一廠外灰位舉行試造型記者會。[2]
- 2010年8月5日：此劇於15:00在將軍澳電視廣播城十五廠舉行開鏡拜神儀式。[3]
- 2010年12月19日：此劇於13:30在樂富廣場一樓平台舉行《居家兵團》之「家居小兵大作戰」宣傳活動。
- 2011年1月7日：由於播映劇集《誘情轉駁》兩小時大結局，此劇暫停播映。
- 2011年1月9日：此劇於14:00在荃灣廣場一樓中庭舉行《居家兵團》之「居家精兵畢業禮」宣傳活動。
- 2011年1月21日：此劇於晚上20:30至22:30播映兩小時大結局。

## 收視
以下為本劇於香港無綫電視翡翠台、高清翡翠台及广州地区之收視紀錄：
| 週次 | 集數  | 日期                    | 平均收視 | 最高收視 | 百分比 | 广州省网 | 广州省网 | 广州收视合计 |
| 1    | 01-05 | 2010年12月27日-12月31日 | 26點     |          | 86%    | 3.68     | 4.48     | 8.16         |
| 2    | 06-09 | 2011年1月3日-1月6日     | 27點     | 32點     | 89%    | 4.25     | 4.86     | 9.11         |
| 3    | 10-14 | 2011年1月10日-1月14日   | 27點     | 30點     | 93%    | 3.85     | 5.08     | 8.93         |
| 4    | 15-20 | 2011年1月17日-1月21日   | 29點     | 35點     | 95%    |          |          |              |

## 外部連結
- 造型報導：大公報　星島日報 （页面存档备份，存于）　東方日報 （页面存档备份，存于）